# Camarade
Camarade är en kommun i departementet Ariège i regionen Occitanien i södra Frankrike. Kommunen ligger  i kantonen Le Mas-d'Azil som ligger i arrondissementet Pamiers. År 2022 hade Camarade 209 invånare.

## Befolkningsutveckling
Antalet invånare i kommunen Camarade
Referens: INSEE